# Grotta dell'Orso (Como)
La grotta dell'Orso è il nome più famoso con il quale è conosciuta una cavità naturale situata sulle pendici del monte Generoso in territorio italiano (Provincia di Como), non lontano dal confine svizzero. Proprio per questo motivo è nota anche come caverna Generosa o grotta Generosa.
Il suo nome più popolare si deve al fatto che lì sono stati trovati i resti di orso delle caverne (Ursus spelaeus), animale estintosi circa 18.000 anni fa che poteva raggiungere il peso di 1.000 chilogrammi. La sua scoperta si deve a due ricercatori ticinesi: Francesco Bianchi-Demicheli e Sergio Vorpe che nel 1988 notarono un buco nella neve provocato da una sorgente di aria relativamente più calda, posta nel terreno.
La grotta presenta una lunghezza di 70 metri con uno stretto imbocco ed un ambiente più interno ben più vasto, diviso in due parti nelle quali i sessi degli scheletri degli orsi recuperati risultavano rigorosamente separati.
Tra gli oltre 40.000 reperti recuperati (che ne fanno uno dei più importanti siti nell'ambito dell'intera Europa) ricordiamo i resti del lupo, dell'orso bruno, del cervo, oltre a quelli di vari piccoli mammiferi. Nel 1998 e nel 2002 il ritrovamento di alcune piccole selci, ha dimostrato che questo antro fu frequentato sia pur saltuariamente perfino dall'Uomo di Neandertal,  a partire da 60.000 anni fa.
Non lontano dalla grotta si trova il buco della volpe (detto anche Tana di Erbonne), situato a quota 1.075, ma l'anfratto è di difficile accessibilità, sia perché si trova in un tratto scosceso, sia per le dimensioni ridotte dell'entrata.

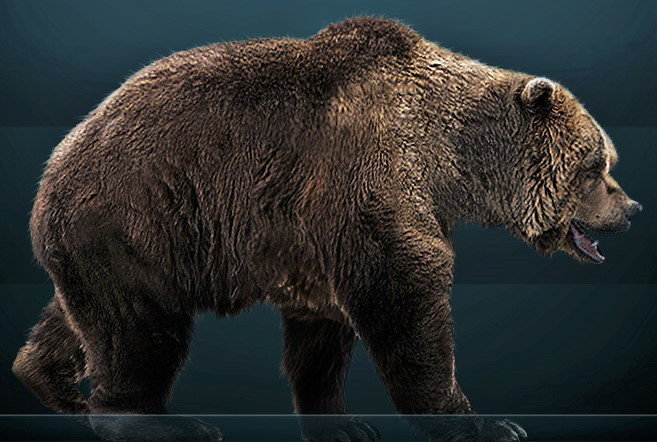
Ricostruzione di un Orso delle caverne dal quale la grotta ha preso il nome.